# La Pola Siero
La Pola Siero (spanisch Pola de Siero) ist eine von 29 Parroquias in der Gemeinde Siero, der autonomen Region Asturien in Spanien.

## Geographie
La Pola Siero ist eine Parroquia mit 12.615 Einwohnern (2011) und einer Grundfläche von 3,75 km². Sie liegt auf 219 msnm. La Pola Siero ist der Hauptort der Gemeinde Siero.

### Jakobsweg
Der Jakobsweg, Camino de la Costa, verläuft durch den Ort, die (Pfarrkirche) „Iglesia Parroquial de San Pedro“ ist das Ziel dieser Etappe durch Siero.

### Verkehrsanbindung
- Nächster internationaler Flugplatz:  Flughafen Asturias in Oviedo.
- Haltestellen der FEVE oder ALSA sind in jedem Ort.
- Eisenbahnanbindung an das Netz der Renfe in beinahe jedem Ort.

## Klima
Angenehm milde Sommer mit ebenfalls milden, selten strengen Wintern.

## Dörfer und Weiler in der Parroquia
- Bergueres
- Boladro
- El Bayu
- El Furu
- El Nozalín
- El Pontón
- El Pumarín
- El Rebollal – 18 Einwohner 2007
- El Romanón
- El Río Ñora
- El Tocote
- La Belga – 8 Einwohner 2007 43° 23′ 48″ N, 5° 40′ 9″ W
- La Caleya
- La Ferlera
- La Isla
- La Piñera – 26 Einwohner 2007 43° 23′ 54″ N, 5° 38′ 46″ W
- La Rienda
- La Soledá
- La Teyera
- La Venta la Uña
- Les Campes
- Les Cases Barates
- Les Casines
- Santana

## Sehenswürdigkeiten
- Pfarrkirche San Pedro Apóstol
- Römerbrücke Puente de Colloto